# William M. Jennings Trophy
William M. Jennings Trophy – indywidualna nagroda przyznawana w NHL bramkarzowi, który grał w minimum 25 meczach, a którego zespół stracił najmniej bramek w sezonie zasadniczym. W 1982 roku zastąpiła Trofeum Vezina, które było przyznawane dotychczas właśnie według takiego kryterium.
Ze względu na unikatowe wymogi oraz specyfikę dyscypliny, statuetkę otrzymuje często dwóch zawodników, czyli pierwszy i drugi bramkarz danego zespołu.

## Lista nagrodzonych

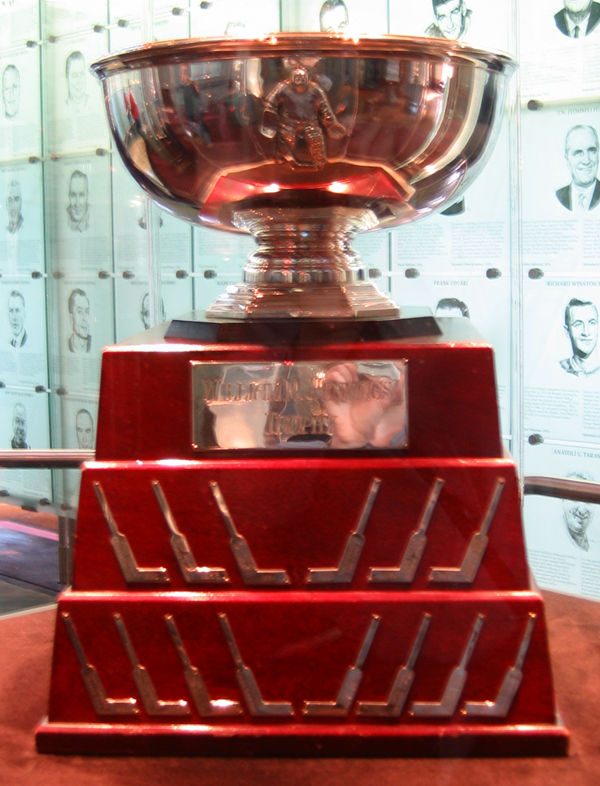
Trofeum William M. Jennings

- 2024 – Connor Helleybuyck, Winnipeg Jets
- 2023 – Linus Ullmark i Jeremy Swayman, Boston Bruins
- 2022 – Frederik Andersen i Antti Raanta, Carolina Hurricanes
- 2021 – Marc-Andre Fleury i Robin Lehner, Vegas Golden Knights
- 2020 – Tuukka Rask i Jaroslav Halak, Boston Bruins
- 2019 – Thomas Greiss i Robin Lehner, New York Islanders
- 2018 – Jonathan Quick, Los Angeles Kings
- 2017 – Braden Holtby, Washington Capitals
- 2016 – Frederik Andersen i John Gibson, Anaheim Ducks
- 2015 – Corey Crawford, Chicago Blackhawks i Carey Price, Montreal Canadiens
- 2014 – Jonathan Quick, Los Angeles Kings
- 2013 – Corey Crawford i Ray Emery, Chicago Blackhawks
- 2012 – Jaroslav Halák i Brian Elliott, St. Louis Blues
- 2011 – Roberto Luongo i Cory Schneider, Vancouver Canucks
- 2010 – Martin Brodeur, New Jersey Devils
- 2009 – Tim Thomas i Manny Fernandez, Boston Bruins
- 2008 – Dominik Hasek i Chris Osgood, Detroit Red Wings
- 2007 – Manny Fernandez i Niklas Bäckström, Minnesota Wild
- 2006 – Miikka Kiprusoff, Calgary Flames
- 2005 – nie przyznano z powodu lockoutu
- 2004 – Martin Brodeur, New Jersey Devils
- 2003 – Martin Brodeur, New Jersey Devils i Roman Čechmánek i Robert Esche, Philadelphia Flyers
- 2002 – Patrick Roy, Colorado Avalanche
- 2001 – Dominik Hašek, Buffalo Sabres
- 2000 – Roman Turek, St. Louis Blues
- 1999 – Ed Belfour i Roman Turek, Dallas Stars
- 1998 – Martin Brodeur, New Jersey Devils
- 1997 – Martin Brodeur i Mike Dunham, New Jersey Devils
- 1996 – Chris Osgood i Mike Vernon, Detroit Red Wings
- 1995 – Ed Belfour, Chicago Blackhawks
- 1994 – Dominik Hašek i Grant Fuhr, Buffalo Sabres
- 1993 – Ed Belfour, Chicago Blackhawks
- 1992 – Patrick Roy, Montreal Canadiens
- 1991 – Ed Belfour, Chicago Blackhawks
- 1990 – Andy Moog i Rejean Lemelin, Boston Bruins
- 1989 – Patrick Roy i Brian Hayward, Montreal Canadiens
- 1988 – Patrick Roy i Brian Hayward, Montreal Canadiens
- 1987 – Patrick Roy i Brian Hayward, Montreal Canadiens
- 1986 – Bob Froese i Darren Jensen, Philadelphia Flyers
- 1985 – Tom Barrasso i Bob Sauve, Buffalo Sabres
- 1984 – Al Jensen i Pat Riggin, Washington Capitals
- 1983 – Roland Melanson i Billy Smith, New York Islanders
- 1982 – Rick Wamsley i Denis Herron, Montreal Canadiens